# Божић у кући Бука
Божић у кући Бука је играни божићни комични авантуристички породични телевизијски филм заснован на Никелодионовој анимираној серији, Кућа Бука. Филм је режисирао Џонатан Џаџ, написала Лиз Меки, а глуме Волфганг Шефер, Јахзир Бруно, Лекси Дебендето, Дора Долфин, Софија Вудвард, Кетрин Ашмор Бредли, Морган Макгил, Обун Бредли, Лекси Јанићек, Мија Алан, Ела Алан, Шарлот Ен Такер, Лејни Џејн Ноулс, и Мурета Мос док Кетрин Тејбер и Брајан Степанек репризирају своје улоге из анимиране серије као ликови Кетрин Мулиган и Лин Бука старији. Прво играно дело и други филм у укупној франшизи након Кућа Бука: Филм, имао је премијеру 26. новембра, 2021, и почео са стримовањем на Paramount+ истог дана.
Играна телевизијска серија-наставак звана Стварна кућа Бука, која укључује неколико глумаца екипе филма, је имала премијеру 3. новембра 2022.

## Радња
Породица Бука се припрема за Божић док Линколн спомиње да Божић може да буде баш епски у кући Бука. Сви се скупе у кухињи да доручкују осим Лори која је на Универзитету Фервеј. Лори каже на видео чету да би било превише да дође и придружи им се. Линколн се успротиви пошто је поента Божића да сви буду заједно. Сви остали спомену да имају да раде нешто друго: Луна иде на скијање са Сем, Луен има тезгу у дому пензионера Кањон сумрака, а Лин старији и Рита планирају да одведу све остале на Мајами Бич у Флориди. Он донесе пакет, за који се испостави да су санке за 13 особа за коришћење на Брду Високог Дрвећа, и отвори га пред породицом, сазнавши да су се сломиле током доставе. 
Линколн и његов најбољи друг Клајд направе план како да споје његову породицу за Божић. Учине Лори носталгичном, насамаре Луну да помисли да Мик жели да свира са њом, направе Ајкулодила од филмских реквизита Клајдове породице, и преруше се у старије људе у дому пензионера Кањон сумрака да би изводили подвале довољно да Дека откаже Луенину тезгу. Лори ангажује Бобија да је довезе у Ројал Вудс на свом мопеду. Касније, док се спремају за церемонију осветљавања јелке, Линколн открива да је само погоршао ствари за породицу, случајно напрскавши Лисин домаћи одбијач Ајкулодила на Лина старијег, изазвавши да не види право, изгуби равнотежу, и има неразумљив говор.
Док Рита иде да покупи насукану Лори и Бобија, Линколн проба да позове Кетрин Малиган и каже јој да створење није право, учинећи да помисли да јој подваљује. Он и Клајд управљају Ајкулодилом низ авенију Френклин где одвуку неке од украса куће Бука. Забију се у тржни центар Ројал Вудса баш док Буке, Макбрајдови, Рип, и Кетрин стижу док је Дека међу онима који то гледају на вестима. Линколн признаје истину свима, да није хтео да му породица буде одвојена на Божић. Породица му опрашта, а његови родитељи признају да ниједна божићна традиција не може бити разбијена.
Док спомиње да има 300 сати добротворног рада због инцидента са Ајкулодилом, Линколн такође спомене да Луна и Сем ипак иду на скијање, Луенину тезгу је вратио Дека, Лори ће се вратити на Универзитет Фервеј, а остатак породице креће за Мајами. Рита води породицу да представе Линколну поправљене санке по имену Следзила. Уз помоћ Лисиног успешног експеримента, Линколн, његове сестре, његови родитељи и Клајд се грудвају. Затим се санкају Следзилом низ Брдо Високог Дрвећа

## Ликови
- Волфганг Шефер као Линколн Бука
- Џазир Бруно као Клајд Макбрајд
- Лекси Дибенедето као Лори Бука
- Дора Долфин као Лени Бука
- Софија Вудвард као Луна Бука
- Кетрин Ешмор Бредли као Луен Бука
- Морган Макгил као Лин Бука
- Обин Бредли као Луси Бука
- Мија Алан као Лана Бука
- Ела Алан као Лола Бука
- Лекси Јанићек као Лиса Бука
- Шарлот Ен Такер и Лејни Џејн Ноулс као Лили Бука
- Кетрин Тејбер као Кетрин Малиган
- Мурета Мос као Рита Бука
- Брајан Степанек као Лин Бука старији
- Мат Ван Смит као Боби Сантјаго
- Зои Дувал као Сем Шарп
- Џастин Мајкл Стивенсон као Хауард Макбрајд
- Маркус Фолмар као Харолд Макбрајд
- Бил Саутворт као Дека
- Гејл Еверет-Смит као Бака Гејл
- Џеф Бенет као глас Мика Свегера
- Брајан Патрик Вејд као Рип Хардкор
- Џон Малинс као Деда Мраз из тржног центра
- Гарет Хамонд као достављач Бил
- Кетлин Шугру као Одри Хофман
- Шарон Френк као станар Кањона сумрака
- Џој А. Кенели као купац
- Кортни Мејсон као тренер са Универзитета Фервеј

## Улоге
| Улога            | Глумац                           | Српски глас         |
| ---------------- | -------------------------------- | ------------------- |
| Линколн Бука     | Волфганг Шефер                   | Виктор Мајер        |
| Лори Бука        | Лекси Дибенедето                 | Марија Стокић       |
| Лени Бука        | Дора Долфин                      | Ања Орељ            |
| Луна Бука        | Софија Вудвард                   | Ђурђина Радић       |
| Луен Бука        | Кетрин Ешмор Бредли              | Јана Пауновић       |
| Лин Бука млађа   | Морган Макгил                    | Наташа Поповић      |
| Луси Бука        | Обин Бредли                      | Јована Васић        |
| Лола Бука        | Ела Алан                         | Мина Ивановић       |
| Лана Бука        | Мија Алан                        | Ивона Аливојводић   |
| Лиса Бука        | Лекси Јанићек                    | Дарија Врачевић     |
| Лили Бука        | Шарлот Ен Такер Лејни Џејн Ноулс | Ивона Рамбосек      |
| Рита Бука        | Мурета Мос                       | Ана Мандић          |
| Лин Бука старији | Брајан Степанек                  | Марко Марковић      |
| Клајд Макбрајд   | Јахзир Бруно                     | Бошко Воларевић     |
| Харолд Макбрајд  | Маркус Фолмар                    | Милош Ђуричић       |
| Хауард Макбрајд  | Џастин Мајкл Стивенсон           | Немања Живковић     |
| Боби Сантјаго    | Мат Ван Смит                     | Лако Николић        |
| Сем Шарп         | Зои Дувал                        | Ивана Тењовић       |
| Кетрин Малиган   | Кетрин Тејбер                    | Софија Јуричан      |
| Алберт Бука      | Бил Саутворт                     | Бранислав Платиша   |
| Гејл Макбрајд    | Гејл Еверет-Смит                 | Валентина Павличић  |
| Скуц             | Џил Џејн Клементс                | Марија Стокић       |
| Рип Хардкор      | Брајан Патрик Вејд               | Александар Глигорић |
| Мик Свегер       | Џеф Бенет (глас)                 | Милан Тубић         |
| Деда Мраз        | Џон Малинс                       | Милош Ђуричић       |
| Достављач Бил    | Гарет Хамонд                     | Бојан Хлишћ         |